# Kuba na letních olympijských hrách
Kuba na letních olympijských hrách startuje od roku 1900. Toto je přehled účastí, medailového zisku a vlajkonošů na dané sportovní události.

## Účast na Letních olympijských hrách
| Dějiště LOH            | LOH      | Vlajkonoš                           | Zlatá medaile | Stříbrná medaile | Bronzová medaile | Celkem |
| ---------------------- | -------- | ----------------------------------- | ------------- | ---------------- | ---------------- | ------ |
| 1900 Paříž             | LOH 1900 | nebyl                               | 1             | 1                |                  | 2      |
| 1904 St. Louis         | LOH 1904 | nebyl                               | 3             |                  |                  | 3      |
| 1908 Londýn            | 1908     |                                     |               |                  |                  | Ne     |
| 1912 Stockholm         | 1912     |                                     |               |                  |                  | Ne     |
| 1920 Antverpy          | 1920     |                                     |               |                  |                  | Ne     |
| 1924 Paříž             | LOH 1924 | Ramón Fonst                         |               |                  |                  | 0      |
| 1928 Amsterdam         | LOH 1928 |                                     |               |                  |                  | 0      |
| 1932 Los Angeles       | LOH 1932 |                                     |               |                  |                  | 0      |
| 1936 Německo           | 1936     |                                     |               |                  |                  | Ne     |
| 1948 Londýn            | LOH 1948 | Raúl García                         |               | 1                |                  | 1      |
| 1952 Helsinky          | LOH 1952 | Fico López                          |               |                  |                  | 0      |
| 1956 Melbourne         | LOH 1956 | Manuel Sanguily                     |               |                  |                  | 0      |
| 1960 Řím               | LOH 1960 | José Yañez                          |               |                  |                  | 0      |
| 1964 Tokio             | LOH 1964 | Ernesto Varona                      |               | 1                |                  | 1      |
| 1968 Ciudad de México  | LOH 1968 | Héctor Ramírez                      |               | 4                |                  | 4      |
| 1972 Mnichov           | LOH 1972 | Teófilo Stevenson                   | 3             | 1                | 4                | 8      |
| 1976 Montréal          | LOH 1976 | Teófilo Stevenson                   | 6             | 4                | 3                | 13     |
| 1980 Moskva            | LOH 1980 | Teófilo Stevenson                   | 8             | 7                | 5                | 20     |
| 1984 Los Angeles       | 1984     |                                     |               |                  |                  | Ne     |
| 1988 Soul              | 1988     |                                     |               |                  |                  | Ne     |
| 1992 Barcelona         | LOH 1992 | Héctor Milián                       | 14            | 6                | 11               | 31     |
| 1996 Atlanta           | LOH 1996 | Rolando Tucker                      | 9             | 8                | 8                | 25     |
| 2000 Sydney            | LOH 2000 | Félix Savón                         | 11            | 11               | 7                | 29     |
| 2004 Athény            | LOH 2004 | Iván Pedroso                        | 9             | 7                | 11               | 27     |
| 2008 Peking            | LOH 2008 | Mijaín López                        | 2             | 11               | 11               | 24     |
| 2012 Londýn            | LOH 2012 | Mijaín López                        | 5             | 3                | 6                | 14     |
| 2016 Rio de Janeiro    | LOH 2016 | Mijaín López                        | 5             | 2                | 4                | 11     |
| 2020 Tokio             | LOH 2020 | Yaime Pérezová Mijaín López         | 7             | 3                | 5                | 15     |
| 2024 Paříž             | LOH 2024 | Julio César La Cruz Idalys Ortizová | 2             | 1                | 6                | 9      |
| Celkem                 | 23       |                                     | 86            | 70               | 88               | 244    |
| Zdroj na Olympedia.org |          |                                     |               |                  |                  |        |